# Polystenidea
Polystenidea är ett släkte av steklar. Polystenidea ingår i familjen bracksteklar.
Kladogram enligt Catalogue of Life:
| Polystenidea | \| \| Polystenidea metacomet \| \| \| \| \| \| Polystenidea parksi \| \| \| \| |
|              | \| \| Polystenidea metacomet \| \| \| \| \| \| Polystenidea parksi \| \| \| \| |
|              | Polystenidea metacomet                                                         |
|              |                                                                                |
|              | Polystenidea parksi                                                            |
|              |                                                                                |